# Clytia mccradyi
Clytia mccradyi is een hydroïdpoliep uit de familie Campanulariidae. De poliep komt uit het geslacht Clytia. Clytia mccradyi werd in 1888 voor het eerst wetenschappelijk beschreven door Brooks. 